# Fußball-Verbandsliga Südbaden (Frauen)
Die Verbandsliga Südbaden Frauen ist die höchste Frauenfußball-Spielklasse des Südbadischen Fußballverbandes und ist Nachfolger der von 1978 bis 1996 zweitklassigen Südbadische Damenliga bzw. Südbadischen Damen-Verbandsliga.

## Geschichte

### Südbadische Fußballmeisterschaft der Frauen
Als Südbadischen Fußballmeisterschaft der Frauen wurde ab 1972 der Verbandsmeister im Frauenfußball des Südbadischen Fußballverbandes ermittelt. Dazu wurden in zwei Gruppen (Nord/Süd) aus sechs Bezirkssiegern die Finalisten für das Endspiel um die Südbadische Meisterschaft ermittelt. In der Gruppe Nord spielten die Meister der Bezirke Baden-Baden, Offenburg und Freiburg. In der Gruppe Süd die Meister der Bezirke Schwarzwald, Bodensee und Hochrhein. Der Sieger des Endspiels durfte ab 1974 als Südbadischer Vertreter an der Endrunde der Deutschen Fußballmeisterschaft der Frauen teilnehmen.

### Südbadische Damenliga
1978 wurde die Südbadische Damenliga als höchste Spielklasse in Südbaden eingeführt, deren Sieger Südbadische Meister war, der bis 1990 an der Endrunde der Deutschen Fußballmeisterschaft teilnehmen durfte. Mit Einführung der Frauen-Bundesliga 1990/91 spielte der Südbadische Meister in Aufstiegsspielen um den Aufstieg in die Bundesliga. Somit war die Südbadische Damenliga zunächst zweithöchste Ligaebene des Frauenfußballs in Deutschland.

### Südbadischen Damen-Verbandsliga
Ab 1994/95 wurde die Liga in Südbadischen Damen-Verbandsliga umbenannt, nachdem unter ihr zwei Landesliga-Staffeln etabliert wurden. 1996/97 wurde die Verbandsliga drittklassig durch Einführung der Oberliga.

### Verbandsliga Südbaden Frauen
1995 wurde die Liga zunächst in Südbadische Frauen-Verbandsliga umbenannt und 1997 erhielt sie den heutigen Namen Verbandsliga Südbaden Frauen. Zur Saison 2000/01 wurde die Regionalliga zwischen Bundesliga und Oberliga eingeführt und die Verbandsliga wurde viertklassig. Zur Saison 2004/05 wurde die 2. Bundesliga installiert und seither ist die Verbandsliga fünftklassig.

## Titelträger
| Saison  | Südbadischer Meister | Finalist         | Finale                            | Ergebnis    |
| ------- | -------------------- | ---------------- | --------------------------------- | ----------- |
| 1972/73 | SpVgg Wiehre 04      | SV 08 Laufenburg | 28. Juli 1973 in Lörrach          | 2:1         |
| 1973/74 | SpVgg Wiehre 04      | FC Friedlingen   | 14. Juli 1974, in Müllheim        | 4:1         |
| 1974/75 | SV 08 Laufenburg     | SpVgg Wiehre 04  | 29. Juni 1975 in Titisee-Neustadt | 3:3 n. V. 1 |
| 1975/76 | VfR Rheinfelden      | SV Fautenbach    | 9. Mai 1976 in Teningen           | 2:1         |
| 1976/77 | SC Freiburg          | FC Hochemmingen  | n. b.                             | 4:0         |
| 1977/78 | SC Freiburg          | VfR Rheinfelden  | n. b.                             | 3:0         |

| Saison  | Südbadischer Meister                     | Liga-Hierarchie |
| ------- | ---------------------------------------- | --------------- |
| 1978/79 | SC Freiburg                              | 2. Ebene        |
| 1979/80 | SC Freiburg                              | 2. Ebene        |
| 1980/81 | SC Freiburg                              | 2. Ebene        |
| 1981/82 | SC Freiburg                              | 2. Ebene        |
| 1982/83 | VfB Unzhurst                             | 2. Ebene        |
| 1983/84 | SC Freiburg                              | 2. Ebene        |
| 1984/85 | TuS Binzen                               | 2. Ebene        |
| 1985/86 | TuS Binzen                               | 2. Ebene        |
| 1986/87 | SpVgg Wiehre 04                          | 2. Ebene        |
| 1987/88 | TuS Binzen                               | 2. Ebene        |
| 1988/89 | TuS Binzen                               | 2. Ebene        |
| 1989/90 | TuS Binzen                               | 2. Ebene        |
| 1990/91 | SpVgg Wiehre 04                          | 2. Ebene        |
| 1991/92 | SC Sand                                  | 2. Ebene        |
| 1992/93 | SC Freiburg                              | 2. Ebene        |
| 1993/94 | SC Freiburg                              | 2. Ebene        |
| 1994/95 | SC Freiburg                              | 3. Ebene        |
| 1995/96 | SC Sand                                  | 3. Ebene        |
| 1996/97 | SC Sand                                  | 3. Ebene        |
| 1997/98 | SV Titisee                               | 3. Ebene        |
| 1998/99 | SC Sand                                  | 3. Ebene        |
| 1999/00 | VfR Rheinfelden                          | 3. Ebene        |
| 2000/01 | FC Tiengen                               | 3. Ebene        |
| 2001/02 | VfR Engen                                | 4. Ebene        |
| 2002/03 | FC Tiengen                               | 4. Ebene        |
| 2003/04 | SC Sand II                               | 4. Ebene        |
| 2004/05 | VfR Engen                                | 5. Ebene        |
| 2005/06 | SC Sand II                               | 5. Ebene        |
| 2006/07 | Offenburger FV                           | 5. Ebene        |
| 2007/08 | SG PSV Freiburg/Wolfenweiler-Schallstadt | 5. Ebene        |
| 2008/09 | PSV Freiburg                             | 5. Ebene        |
| 2009/10 | FC Denzlingen                            | 5. Ebene        |
| 2010/11 | FC Denzlingen                            | 5. Ebene        |
| 2011/12 | SC Sand II                               | 5. Ebene        |
| 2012/13 | SV Titisee                               | 5. Ebene        |
| 2013/14 | FC Hausen i. W.                          | 5. Ebene        |
| 2014/15 | PSV Freiburg                             | 5. Ebene        |
| 2015/16 | SG Vimbuch/Lichtenau                     | 5. Ebene        |
| 2016/17 | FC Freiburg-St. Georgen                  | 5. Ebene        |
| 2017/18 | TSV Alem. Freiburg-Zähringen             | 5. Ebene        |
| 2018/19 | FC Freiburg-St. Georgen                  | 5. Ebene        |
| 2019/20 | SV Gottenheim                            | 5. Ebene        |
| 2020/21 | Abgebrochen wegen Corona-Pandemie        | 5. Ebene        |
| 2021/22 | SV Deggenhausertal                       | 5. Ebene        |
| 2022/23 | SV Gottenheim                            | 5. Ebene        |
| 2023/24 | SG Gengenbach/Zell/Fischerbach           | 5. Ebene        |
| 2024/25 | SG Gengenbach/Zell/Fischerbach           | 5. Ebene        |